# Philodromus victor
Philodromus victor là một loài nhện trong họ Philodromidae.
Loài này thuộc chi Philodromus. Philodromus victor được Roger de Lessert miêu tả năm 1943.